# Jackalope

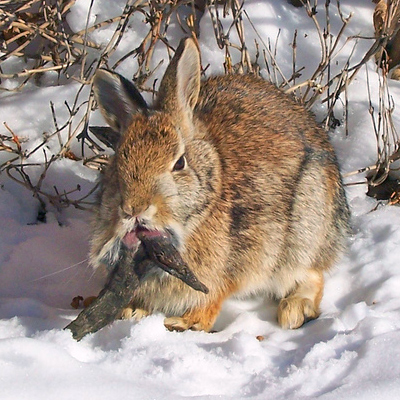
Conejo con infección por el virus del papiloma Shope.

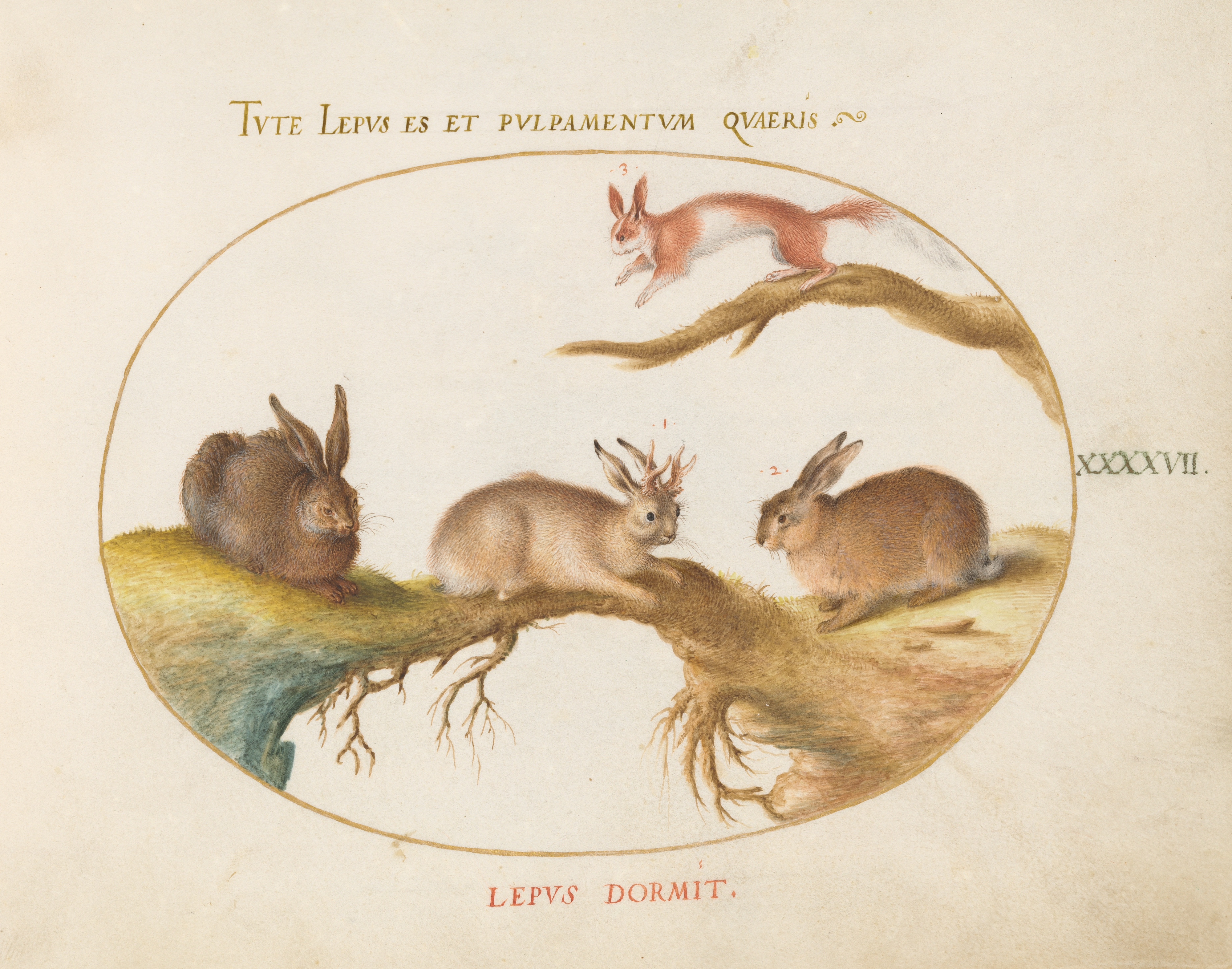
Placa XLVII de Animalia Qvadrvpedia et Reptilia (Terra), por Joris Hoefnagel, de alrededor de 1575, mostrando una “liebre cornuda”.

El jackalope, lebrílope o conejílope es un animal mítico del folclore norteamericano (una de las conocidas como "criaturas temibles") descrito como una liebre con cuernos de antílope. La palabra "jackalope" es un acrónimo de "liebre" (jackrabbit en inglés) y "antílope", aunque la liebre no es un conejo, y el berrendo no es un antílope. Muchos montajes de jackalope de taxidermia, incluyendo el original, se han fabricado con las cornamentas de ciervos.
En los años 30, Douglas Herrick y su hermano, cazadores con habilidades de taxidermia, popularizaron el jackalope americano injertando cornamentas de ciervos sobre una piel de liebre y vendiendo la combinación a un hotel local en Douglas, Wyoming. Después, hicieron y vendieron muchos jackalopes similares a un punto de venta en Dakota del Sur, y otro taxidermista continúa fabricando los conejos cornudos en el siglo XXI. Rellenos y montados, los jackalopes se encuentran en muchos bares y otros lugares en Estados Unidos; las tiendas que atienden a los turistas venden postales de jackalopes y otras parafernalia, y las entidades comerciales en América y en otros lugares han utilizado la palabra "jackalope" o un logotipo de jackalope como parte de sus estrategias de marketing. El jackalope ha aparecido en historias publicadas, poemas, programas de televisión, videojuegos, y una película documental de bajo presupuesto. La Legislatura de Wyoming ha considerado proyectos de ley para hacer del jackalope la criatura mitológica oficial del estado.
La leyenda subyacente del jackalope, sobre la cual los taxidermistas de Wyoming construyen sus ejemplares, puede estar relacionada con historias similares en otras culturas y otros tiempos históricos. Los investigadores sugieren que al menos algunos de los cuentos de las liebres se inspiraron en avistamientos de conejos infectados con el virus del papiloma Shope, que causa el crecimiento de tumores similares a cornamentas en varios lugares en la cabeza y el cuerpo de los conejos.
Los folcloristas ven el jackalope como uno de un grupo de criaturas legendarias comunes a la cultura americana desde los días coloniales. Estos aparecen en cuentos largos sobre hodags, tortugas gigantes, Pie Grande, y muchas otras bestias misteriosas y en novelas como Moby-Dick. Los cuentos se prestan a engaños cómicos por empresarios que buscan la atención sobre sus productos

## Leyenda
La historia del jackalope ha ido creciendo atribuyéndosele muchos hábitos extravagantes. Por ejemplo, se dice que es un híbrido, un cruce entre ciervo pigmeo y una especie de conejo asesino. Se dice que los jackalopes son muy tímidos a menos que se nos acerquen. Los datos también dicen que se pueden ordeñar los jackalopes hembras porque duermen panza arriba, y que se puede usar su leche con propósitos médicos. Además, se ha dicho que el jackalope puede imitar convincentemente cualquier sonido, incluyendo la voz humana. Usa esta capacidad para eludir a sus perseguidores, principalmente usando frases como “¡Se fue por aquí! ¡En aquella dirección!”. Se dice que se puede capturar un jackalope dejando una botella de whisky al raso. Entonces el jackalope bebe hasta hartarse y al embriagarse se hace más fácil de cazar. En algunas zonas de Estados Unidos se dice que la carne del jackalope tiene un sabor parecido al de la langosta. No obstante, se rumorea que son peligrosos si se acercan. También se ha dicho que los jackalopes solo se reproducen durante las tormentas eléctricas con granizo, explicando así su escasez.

## Apariciones
En el Oeste de Estados Unidos son bastante populares en algunas tiendas de regalos las cabezas para pared y postales de jackalopes. Las leyendas del jackalope a veces son usadas por los lugareños para gastar bromas a los turistas. Una broma de este tipo fue realizada por Ronald Reagan a periodistas en 1980 durante una visita a su finca en California. Reagan tenía una cabeza de un conejo con cuernos, al cual se refería como un “jackalope”, colgado en su pared. A Reagan le gustaba decir que había capturado el animal por sí mismo. El jackalope de Reagan aún cuelga en la pared de la finca.
Algunos gobiernos locales, como Douglas (Wyoming), han expedido licencias para la caza de jackalopes a turistas. Se pueden usar las licencias durante la temporada oficial de los jackalopes, que solo ocurre durante un día, el 31 de junio (un día que no existe, ya que junio tiene solo 30 días), desde la media noche hasta las 2 a. m.

## Apariciones en la cultura popular

### Televisión y cine
- Un jackalope llamado Swifty Buckhorn aparece como un personaje secundario en la serie animada de ABC de 1992 llamada Wild West COW – Boys of Moo Mesa.
- Un jackalope aparece en el episodio El Día de Avatar de la serie animada Avatar: La Leyenda de Aang. Lo que se nota específicamente aquí es lo bueno que pertenece al mundo Avatar, que está compuesto de un reino animal que consiste casi totalmente de animales híbridos.
- También en “Avatar” aparece un jackalope en el episodio Los Días Perdidos de Appa cuando Appa asusta a un pequeño jackalope creyendo que un cactus es comida.
- Un jackalope figura en la versión extendida de Scooby-Doo and the Alien Invaders (2000) cuando Scooby y Shaggy lo siguen al agujero donde los extraterrestres falsos están desenterrando oro. También se puede verlo en la escena final donde mira las estrellas que simbolizan los dos misterios: el jackalope y los extraterrestres del cielo.
- Un jackalope, doblado por Dave Coulier y oficialmente llamado Jack Ching Bada-Bing después de un concurso para nombrar el personaje, apareció en el programa de televisión estadounidense America’s Funniest People. El personaje se rio mucho mientras gastó una broma a personas (usualmente para castigarlos que habían sido tacaños a otros) presentado por Coulier. Su latiguillo era “lo rápido que puedes ser, ¡nunca me vas a capturar!” Figuró en el primer programa para Nickelodeon, Out of Control, que, como American’s Funniest People, fue presentado por Coulier.
- El mousaloupe (un juego de palabras con jackalope), aparece en un episodio de Pinky y Cerebro como una parte clave de uno de los planes de Cerebro.
- Los estudios de Pixar creó un cortometraje, Boundin’ que figura un jackalope sabio anónimo como personaje principal. Boundin’ fue nominado para el Oscar para mejor cortometraje.
- Un jackalope aparece en la película animada de 2006 Open Season.
- En el episodio de Kindred Spirits del dibujo animado Danny Phantom, mientras Sam y Tucker están en el Specter Speeder encima de Colorado, Tucker mira por la ventana y nota un jackalope, además de una mangosta.
- En episodio 59 de Las aventuras de Jackie Chan, Rabbit Run, el conejo noble se disfrazó como un jackalope con cuernos falsos para ser la mascota de un equipo de fútbol americano en Douglas, Wyoming. Cuando Jackie lo capturó, el entrenador del equipo dijo que era su mascota, pero Jackie notó que no tenía cuernos (los cuernos falsos habían caído durante la persecución).
- En Reno 911!, en una discusión sobre constelaciones, Deputy Junior hace referencia a la constelación Jackalope.
- En Waiting..., hay un jackalope en la pared del restaurante Shenaniganz.
- Un jackalope disecado aparece en Frasier (al lado del sillón butaca de Martin Crane); Niles refiere al jackalope como la respuesta de Texas al minotauro.
- Carson Daly dio al humorista Harland Williams la cabeza de un jackalope montada cuando apareció en Last Call with Carson Daly.
- En Anchorman: The Legend of Ron Burgundy, el personaje de Will Ferrell se compara con un jackalope durante una entrevista en los extras de la DVD.
- En la película Brokeback Mountain, el personaje representado por Randy Quaid tiene una cabeza de un jackalope montado en su oficina.
- En la película parodia de 2007 Epic Movie, Jennifer Coolidge, que representa la Bruja Blanca, lleva un tocado de un jackalope en la escena de la batalla.
- En la película de 2007 First Snow, en la casa en la cual el psíquico vive hay un vendedor que vende estatuas de jackalopes hechos a mano; el psíquico tiene uno en su oficina.
- En el cómic en el que se basa la serie animada “Los Sábados Secretos”, en el capítulo “palos y piedras” Zak y Komodo escapan de Argost mientras unos jackalopes toman en sus cuernos un trozo de la piedra Kur.
- En el intro de la serie Gravity Falls, aparecen 3 jackalopes; al comienzo, uno disecado y al final una foto en la que aparecen los otros dos.
- En el episodio Filly Vanilli de la serie My Little Pony: La Magia de la Amistad aparece un jackalope al inicio.

### Música
- El grupo musical sueco Miike Snow de electropop tienen un jackalope como logo.
- Un grupo canadiense de música industrial son llamados Jakalope.
- En el álbum The Big Eyeball in the Sky por Colonel Claypool’s Bucket of Bernie Brains una de las canciones instrumentales se llama Jackalope.
- El grupo japonés Shonen Knife escribió una canción en inglés llamada Jackalope para su álbum Happy Hour.
- El músico country Steve Earle grabó una canción llamada Creepy Jackalope Eye con The Supersuckers en su álbum Sidetracks. La canción original aparece en su álbum La Mano Cornuda.
- El grupo letón post-rock Soundarcade nombró a su álbum 12 Songs of the Jackalope.
- El grupo Clutch escribió y grabó una canción llamada Day of the Jackalope para su álbum Slow Hole to China: Rare and Unreleased.
- La cubierta del CD para Tusk por Camper Van Beethoven representa un jackalope que está atacando al tobillo de alguien, una parodia de la cubierta del álbum de Fleetwood Mac con el mismo título.
- El vídeo musical de A Fine Frenzy para su canción Rangers figura un jackalope en varios momentos.
- En la canción de Antsy Pants y Kimya Dawson llamada Tree Hugger hay un verso que hace referencia a un jackalope.[2]
- El grupo de música uruguayo Vieja Historia tiene como tapa de su primer disco, “Álbum”, a una foto de un jackalope, y el video promocional del disco habla sobre este animal.

### Deportes
- Los Odessa Jackalopes son una franquicia de la liga menor de hockey CHL afiliado con los New York Islanders ubicados en Odessa, Texas.
- Los Jackalopes de Siracusa son un equipo atletismo de la Syracuse University, Nueva York.
- El club de esgrima Reno Silver Blades es la sede de un torneo anual del esgrima llamado la Corona Triple del Jackalope. El trofeo para el primer lugar suele ser un jackalope hecho de un conejo disecado.

### Juegos
- En el videojuego fangame de Pokémon Ópalo una de las formas regionales está basada en el Jackalope.
- En el juego de estrategia en tiempo real Age of Empires III los jackalopes aparecen como tesoros llamados El Jackalope Elusivo, que puede dar a la persona que los consigue 240 XP (experiencia).
- En el videojuego Mushroom men, the spore wars un jackalope es un jefe enemigo.
- Un jackalope figura en la cubierta de Sam & Max Hit the Road, un videojuego. Dentro del juego, cuando Sam ve las figurinas de los jackalopes en una tienda pequeña, los llaman los animales domésticos bastardos del Hombre de Piltdown.
- Un jackalope aparece en el primer capítulo del videojuego King’s Quest VII: The Princeless Bride.
- El jackalope aparece como monstruo en el juego de rol Deadlands,[3] donde tiene el poder de causar la mala suerte.
- En Rampage: Total Destruction hay un monstruo llamado Jack el Jackalope.
- Hay multitudes de jackalopes a los que se puede pegar un tiro en Redneck Rampage Rides Again.
- En The Urbz el personaje principal puede crear un jackalope en una isla de ADN como un animal doméstico.
- En la versión del Nintendo DS de Los Sims 2, se puede comprar una estatua de un jackalope.
- La colección Exodus de Magic: el encuentro tiene una carta común llamada Manada de jackalopes. Muchos de los animales tienen varios cuernos y al menos uno tiene colmillos, mostrando una similitud visual a conejos reales con shope papillomavirus.
- El sistema nuevo de animales domésticos integrado en la versión novena de Flyff, un juego de rol coreano, incluye un jackalope como un animal doméstico que aumenta la destreza del carácter.
- Un jackalope aparece en World of Warcraft como mascota mansa.
- El jackalope aparece como animal legendario en el videojuego Red Dead Redemption, que puede ser cazado y despellejado para su venta.
- En el juego Remington Dangerous Animals se pueden cazar jackalopes en una fase.
- En el juego Don't Starve los jackalopes se pueden cazar.
- Existen jackalopes descargables para Zoo Tycon 2.
- En el juego Guild Wars 2 hay una misión específica en la que hay que ayudar a un PNJ a capturar un Jackalope. También el jugador puede convertirse en uno temporalmente usando un tónico o poción mágica, o siendo convertido por otro PNJ (la ladrona Skritt)
- En  Eldarya, un juego en línea creado por ChinoMiko, el familiar Pimpel está inspirado en el Jackalope.
- En el juego Harry Potter: Hogwarts Mystery es posible adquirir un Jackalope como mascota a cambio de 110 cuadernos café

### Publicaciones
- En la novela de JT LeRoy Sarah, Las prostitutas que realizan sus trabajos en las áreas de descanso hacen peregrinaciones al Jackalope Sagrado de Jack en los bosques de Virginia Occidental para aprovechar de sus poderes milagrosos.
- En el libro de Charles de Lint, Medicine Road, uno de los personajes principales es un jackalope que fue transformado en una mujer.
- Alan Dean Foster escribió una historia de Mad Amos llamada Jackalope, y describe una caza sin éxito para un jackalope.
- En la novela The Titan’s Curse por Rick Riordan, a la diosa Artemis le gustaba convertir en jackalopes a los chicos que tuvieron interés en sus arqueras doncellas.
- En el tercer libro de la serie de fantasía Fablehaven, titulado Fablehaven: Grip of the Shadow Plague, por Brandon Mull, los jackalopes forman parte de una escena en Arizona. Un personaje lleva el pie de un jackalope para tener buena suerte.
- En Winter Hiking & Camping: Managing Cold for Comfort and Safety por Michael Lanza, una foto de un jackalope figura en una de las secciones. La capción indica que es una foto rara del jackalope. La foto aparece amañada.
- Una pareja de jackalopes que están criando aparece en Proof, una serie de historietas publicada por Image Comics. Las criaturas viven de un modo inofensivo con otros críptidos como Las Hadas de Cottingley y el Demonio de Dover.
- Uno de los personajes en la tira cómica Bloom County fue Rosebud el Basselope, un Basset Hound con cuernos.

### Informática
- El nombre propuesto para la versión 9.04 de Ubuntu es Jaunty Jackalope (jackalope vivaz). Desde el 23 de abril de 2009 esta versión está disponible para su descarga.[4]